# Pablo Garnier
Pablo Garnier (San Salvador de Jujuy, Argentina, 26 de febrero de 1981) es un exjugador de fútbol argentino que actuaba en la posición de volante central.

## Trayectoria
Arrancó su carrera en Gimnasia y Esgrima de Jujuy y pasó a formar parte de Altos Hornos Zapla donde jugó el argentino B. Luego 6 meses después debutó en la B Nacional en Gimnasia de Jujuy en la temporada 01/02 pero no jugó mucho. En la siguiente temporada (aún en Gimnasia de Jujuy) pudo jugar más y eso le dio oportunidad de llegar a la primera división con Quilmes, en el que jugó muchos partidos y eso lo llevó a Paraguay, más precisamente en Libertad de Paraguay y jugó con ese equipo la Copa Libertadores de América.
Más tarde en el año 2006 volvió a la Argentina para jugar en Arsenal de Sarandí con quien se consagró campeón de la Copa Sudamericana 2007.
También tuvo un corto paso por Colón de Santa Fe y Defensa y Justicia pero en el año 2010, Pablo vuelve a fichar para Quilmes. Con este equipo asciende a Primera División en la temporada 2010/11. Al año siguiente su equipo vuelve a la Primera B Nacional 2011/12. En esa temporada logra nuevamente el ascenso para volver a jugar en la elite del fútbol argentino.
En junio de 2014 firma para Atlético Tucumán, en donde se ganó el cariño de la gente por su forma luchadora en el campo y es uno de los jugadores que conforman el mediocampo denominado Punto G (conformado por sus compañeros, Gastón Giménez, Diego García, Francisco Grahl, Jonathan Gómez y el mismo). Contra Santamarina de Tandil convierte su primer gol en el club tucumano poniendo el 3 a 1 lo que sería el la victoria por 4 a 1. El 8 de noviembre se consagra campeón de la B Nacional habiendo jugado solamente 10 encuentros.
En 2016 vuelve a la institución que lo vio nacer futbolísticamente, Gimnasia y Esgrima de Jujuy, con un contrato por un año, pero su bajo rendimiento deportivo lo llevó a abandonar el club tras seis meses.
En julio de 2016 a retornó a Altos Hornos Zapla para disputar el Torneo Federal A, pero a mitad de temporada se unió a Juventud Antoniana.
En 2019 retornó a la actividad deportiva tras varios meses sin equipo, incorporándose al Atlético Bermejo de la Primera A de la Asociación Tarijeña de Fútbol en Bolivia.

## Clubes
| Club                        | País      | Año       |
| --------------------------- | --------- | --------- |
| Altos Hornos Zapla          | Argentina | 2001-2002 |
| Gimnasia y Esgrima de Jujuy | Argentina | 2002-2003 |
| Quilmes                     | Argentina | 2003-2004 |
| Libertad                    | Paraguay  | 2004-2006 |
| Arsenal de Sarandí          | Argentina | 2006-2008 |
| Colón de Santa Fe           | Argentina | 2008-2009 |
| Defensa y Justicia          | Argentina | 2009      |
| Quilmes                     | Argentina | 2010-2014 |
| Atlético Tucumán            | Argentina | 2014-2015 |
| Gimnasia de Jujuy           | Argentina | 2016      |
| Altos Hornos Zapla          | Argentina | 2016      |
| Juventud Antoniana          | Argentina | 2017-2018 |
| Atlético Bermejo            | Bolivia   | 2019-2020 |

## Palmarés

### Copas nacionales
| Título             | Club             | País      | Año  |
| ------------------ | ---------------- | --------- | ---- |
| Primera B Nacional | Atlético Tucumán | Argentina | 2015 |

### Copas internacionales
| Título            | Club               | País      | Año  |
| ----------------- | ------------------ | --------- | ---- |
| Copa Sudamericana | Arsenal de Sarandí | Argentina | 2007 |